# Pericoma consigilana
Pericoma consigilana és una espècie d'insecte dípter pertanyent a la família dels psicòdids que es troba a Europa.